# Panda Bear

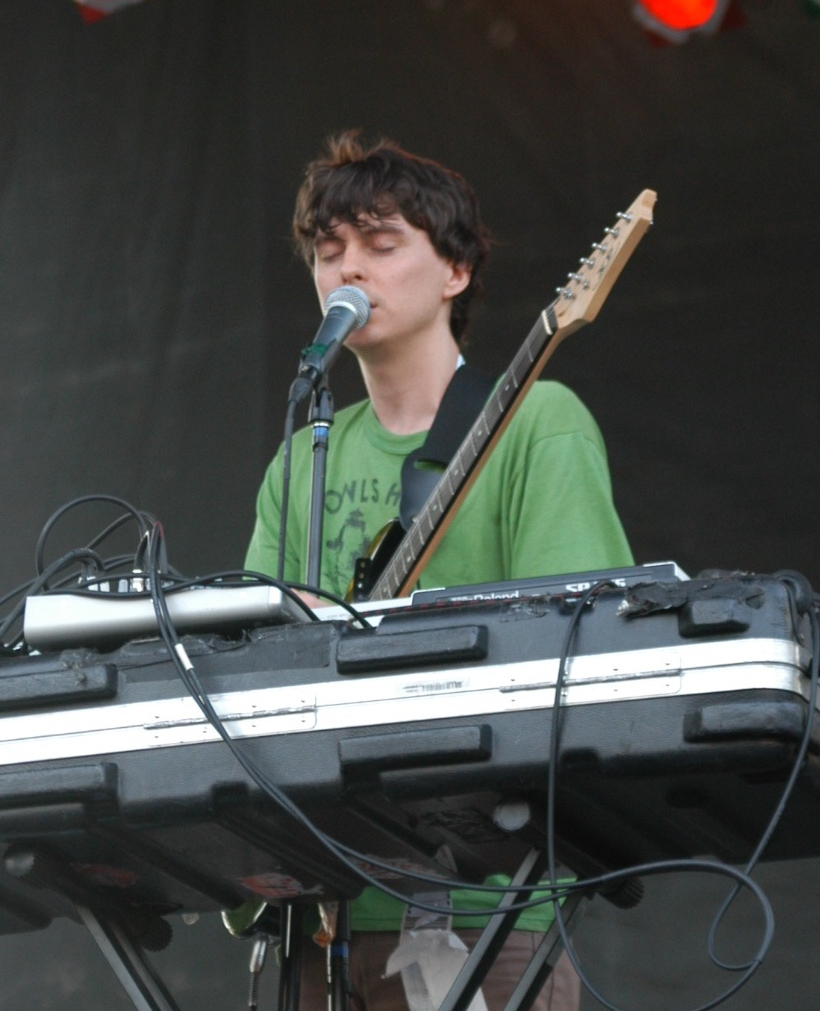
Panda Bear, 2010

Noah Lennox (ur. 17 lipca 1978) – amerykański artysta eksperymentalny kryjący się pod pseudonimem Panda Bear. Członek zespołu muzycznego Animal Collective.

## Dyskografia Solowa

### Albumy
- Panda Bear (1998)
- Young Prayer (2004)
- Person Pitch (2007)
- Tomboy (2011)
- Panda Bear Meets the Grim Reaper (2015)
- Buoys (2019)[1]
- Reset (2022)[2]